# Lidwien van de Ven
Lidwien van de Ven (Hulst, 1963) is een Nederlands fotograaf en videokunstenaar.

## Levensloop
Van de Ven studeerde van 1981 een jaar aan de Academie voor Beeldende Kunsten St Joost in Breda, en vervolgens van 1982 tot 1985 aan de Academie voor Kunst en Industrie (AKI) in Enschede.
Van de Ven ontving verschillende onderscheidingen voor haar werk, waaronder de Charlotte Köhler Prijs in 1989, een aanmoedigingsprijs van de stichting Amsterdams Fonds in 1990, de Maria Austriaprijs in 2001, en de Dolf Henkesprijs in 2014.

## Publicaties
- Villa Constance; Geert van de Camp, Herman Lamers, Ine Lamers, Lidwien van de Ven, Museum Jan Cunen, Oss, 1995.
- Lidwien van de Ven, Mariska van den Berg,Seule/la main qui efface/peut écrire, Museum van Hedendaagse Kunst Antwerpen, 2003.
- Lidwien van de Ven. Lidwien Van de Ven: Espace Expérimental. 2006.
- Lidwien van de Ven, Amira Gad. Lidwien Van de Ven: Rotterdam: Sensitive Times. 2013.

## Exposities
- 1991. Biennale São Paulo; Nederlandse inzending verder met werk van Ab van Hanegem, Gerald van der Kaap, Aernout Mik en Ben Zegers.[3]
- 1995. Villa Constance; Geert van de Camp, Herman Lamers, Ine Lamers, Lidwien van de Ven, Museum Jan Cunen, Oss.[4]
- 1998. Museum Boijmans van Beuningen, Rotterdam.
- 2001. Museum van Hedendaagse Kunst in Antwerpen.
- 2001. Museum het Domein in Sittard.
- 2016. What We Have Overlooked, Framer Framed, Amsterdam.
- 2017. Fragments, Van Abbemuseum, Eindhoven.